# Волновая теория Эллиотта

Из книги Эллиотта «Основы волнового принципа», октябрь 1940 года

Волнова́я тео́рия Эллио́тта — один из методов технического анализа ценовых графиков на свободных финансовых рынках, основанный на выделении ценовых волн. Автор теории Ральф Эллиотт выделил восемь вариантов чередующихся волн (из них пять по тренду и три против тренда).

## История
Волновой подход к анализу движения цен на бирже был предложен в 30-х годах XX века Ральфом Нельсоном Эллиоттом. Изучая графики котировок, он отметил, что цены на биржевых рынках развиваются по определённым моделям (шаблонам). Эллиотт обратил внимание, что соотношения между отдельными элементами волн описываются числами из последовательности Фибоначчи, предложенной в XIII веке. Зная длину одной волны можно предположить наиболее вероятные длины следующей волны.
Для моделей, выделенных Эллиоттом, характерна фрактальная повторяемость по форме, но не обязательно по времени или амплитуде. Всего он выделил 13 типовых моделей (волн). Эллиотт описал и проиллюстрировал эти модели, как их связки формируют более крупные по размеру аналогичные модели, которые, в свою очередь, формируют те же самые модели ещё большего размера и т. д. Эллиотт назвал это явление волновым принципом. В 1938 году вышла его книга «Волновой принцип» (англ. The Wave Principle). В дальнейшем Эллиотт попытался в работе «Закон природы — секрет вселенной» (англ. Nature’s Law — The Secret of the Universe, 1946 год) трактовать этот принцип максимально широко, как всеобщее правило.

## Модели
Если посмотреть на ценовой график, то можно выделить чередующиеся фрагменты ценовых движений.

### Пятиволновая модель
Движение цен на рынках принимает форму пяти волн. Три из них (1, 3, 5) вызывают направленное движение. Они перемежаются двумя противоположно направленными волнами (2,4). Первые называют движущими, импульсными, вторые — коррекционными, откатными.
- движущие (motive): 1-3-5-A-С
- коррекционные (corrective): 2-4-В

Согласно Эллиотту, пятиволновая модель обладает тремя постоянными свойствами: волна 2 никогда не пересекает стартовую точку волны 1; волна 3 никогда не бывает самой короткой из волн; волна 4 никогда не заходит на ценовую территорию волны 1.
Движущие волны имеют пятиволновую структуру, коррекционные волны — трехволновую (с вариантами).
Один полный цикл состоит из восьми волн и двух фаз: пятиволновой движущей фазы, внутренние волны которой обозначаются цифрами, и трехволновой коррекционной фазы, внутренние волны которой обозначаются буквами. Если волна 2 корректирует волну 1, то последовательность А, В, С корректирует всю последовательность волн с 1 по 5.
Сам Эллиотт определил ограничения по применению волновых принципов, и оговорил условия при которых эти принципы работать не будут.

## Критика
Бенуа Мандельброт сомневался в том, что поведение финансовых рынков может быть спрогнозировано при помощи волновой теории Эллиотта:

«Прогнозы, основанные на волновом принципе Эллиотта, — неоднозначны. Это искусство, в котором субъективное видение специалиста имеет более весомое значение, нежели объективная оценка, полученная в результате расчётов, характеристики которых, в лучшем случае, комбинированы».
Роберт Пректер, известный своими прогнозами, построенными на волновом принципе, ранее подметил, что идеи, описанные в статье Мандельброта, «принадлежат Ральфу Нельсону Эллиотту, который описывал их более полно и точно относительно реального поведения финансовых рынков в своей книге „Волновой принцип“ 1938 г.»
Критика также предостерегает, что волновой принцип слишком неясен в том смысле, что невозможно единообразно определить, где волны начинаются и заканчиваются, и поэтому прогнозы по принципу Эллиотта могут вносить субъективные поправки.
Сторонники технического анализа финансовых рынков подняли вопрос о ценности волновой теории Эллиотта:

«Волновая теория Эллиотта, несмотря на своё широкое применение, не является легитимной теорией, но является историей, красноречиво и захватывающе рассказанной Робертом Пректером. И этот рассказ довольно убедителен, поскольку волновая теория Эллиотта предоставляет кажущуюся возможность приспособить какой-либо сегмент истории развития финансового рынка к флуктуациям в данный момент времени».